# Asociación de Deportes de las Universidades Británicas
La Asociación de Deportes de las Universidades Británicas (en inglés: British Universities Sports Association o, en sus siglas, BUSA) es la entidad que se encarga de los eventos deportivos llevados a cabo entre las universidades del Reino Unido. Fue fundada en 1994. Exceptuando algunos eventos de Oxbridge, los eventos organizados por la asociación no son difundidos para el público general, de manera que la BUSA tiene una importancia mucho menor en el ámbito del deporte británico que la que tiene la NCAA en el estadounidense.